# Komunalnyk Ługańsk
Komunalnyk Ługańsk (ukr. Футбольний клуб «Комунальник» Луганськ, Futbolnyj Kłub "Komunalnyk" Łuhanśk) – ukraiński klub piłkarski z siedzibą w Ługańsku.

## Historia
Chronologia nazw:
- ???—2007: Zaria Ługańsk (ukr. «Заря» Луганськ
- 2007—2008: Komunalnyk Ługańsk (ukr. «Комунальник» Луганськ)

Klub został założony w 2007. Prezesem został Wałerij Szpiczka, były prezes klubu Zoria Ługańsk. Dzięki jego wsparciu finansowemu klub w 2007 otrzymał status klubu profesjonalnego i prawo występowania w Drugiej Lidze. Po pierwszym sezonie 2007/08 Komunalnyk zajął pierwsze miejsce w swojej grupie i awansował do Pierwszej Ligi.

## Sukcesy
- awans do Pierwszej Ligi: 2008